# アヴィニョンのベネゼ
アヴィニョンのベネゼ（Saint Bénézet d'Avignon 、1165年 - 1184年）は、キリスト教カトリックの聖人。唱歌『アヴィニョンの橋で』のモデルとなったサン・ベネゼ橋を建造した中心人物である。

## 生涯
ベネゼ（ブノワのプロヴァンス語形）はフランス南東部プロヴァンス地方アルデーシュ県ビュルゼ村（Burzet）、あるいはローヌ＝アルプ地域圏サヴォワ県エルミヨン村（Hermillon）出身の羊飼いであった。自分の下を訪れた貧しい人々に献身的で、施し物を集めるべくあちこち奔走していたという。
1170年、まだ幼いベネゼ少年は天使から橋を架けるようお告げを受けた。そこでアヴィニョンの司教の下を訪れ、最初は相手にされなかったものの、後に認可を取り付けた。1177年、友人たちを集めて橋の建造を始めたベネゼであったが、橋の完成を目前にして僅か19歳でこの世を去った。橋上に建てられた聖ニコラ礼拝堂に埋葬されると、広く民衆からの崇敬を集めることになった（その後、聖遺物は洪水の危機を避けるためにセレスタン女子修道会に移送、1854年に聖ディディエ教会に改葬された）。
橋の完成から4年後の1189年、かの友人たちは「架橋兄弟団」（Ordre des Frères Pontifes 、1189年 - 1459年）を結成し、土木工事・橋の維持・石工たちの給金など、各費用を工面する為の基金を設立すると共に、巡礼者や旅行者を呼び集めた。1331年、教皇ヨハネス22世はベネゼを聖人に叙し、祝聖日を4月14日に定めた。アヴィニョンは元より、独身者および橋梁建設者の守護聖人とされている。

## 伝説
伝説によると、ベネゼは1177年の日食の際にお告げを受けたが、誰にも相手にされず皆の物笑いの種となった。やむなく羊の世話を天使に任せ、独りで建造を始めたベネゼが最初の巨大な礎石をたった一人で肩に担ぎ上げてみせると、観衆から「奇跡だ! 奇跡だ!」との声が上がった。その後も目の見えない者や耳の聞こえない者、足の不自由な者や背中の曲がった者を次々と治癒するなど、合わせて18もの奇跡を起こしてみせた。これにより裕福な援助者たちが現れて兄弟団が結成されたことになっている。1669年の洪水で橋が流された際には、ベネゼの聖遺物も一緒に流されてしまったが、見つかった聖遺物は全く損壊していなかったという。
伝説の真偽はともかくとして、古来より洋の東西を問わず「橋を架ける」という行為が実利面以上に宗教的行為と深く結び付いてきた、その好例と見ることもできる。例えば、架橋兄弟団の「架橋」に当たる pontife は高位聖職者をも意味し（le pontife romain 「ローマ教皇」）、その起源は古代ローマの神祇官まで遡ることができるのである。